# Nintendo Switch Online
Nintendo Switch Online ist ein kostenpflichtiger Online-Service von Nintendo, der verschiedene Funktionen für die Nintendo Switch und Nintendo Switch 2 bereitstellt.

## Geschichte
Am 19. September 2018 war der offizielle Start von Nintendos erstem kostenpflichtigen Online-Service namens „Nintendo Switch Online“. Es ist der Nachfolger des kostenlosen Nintendo Network. Der Start des Services war zu Beginn für Ende 2017 geplant, wurde jedoch später auf das Jahr 2018 verschoben. In der Nintendo Direct vom 15. Mai 2019 stellte Nintendo ein neues exklusives Angebot für Mitglieder des Nintendo-Switch-Online-Services vor: Es lassen sich nun mit sogenannten Game-Coupons, die sich für 99 Euro im Nintendo eShop erwerben lassen, zwei AAA-Spiele herunterladen. Stand Mai 2019 nehmen 25 Titel an dieser Aktion teil. Am 5. Juni 2025 wurde von Nintendo „Nintendo 64 - Nintendo Switch Online“ zu „Nintendo 64 - Nintendo Classics“ umbenannt.

### Nutzerzahlen
In einem Geschäftsbericht hat Nintendo bekannt gegeben, dass es Stand Februar 2019 über 8 Millionen Abonnenten des Nintendo-Switch-Online-Services gibt. Nutzer der kostenlosen 7-tägigen Testversion sind dabei nicht mit einberechnet. Bis April 2019 hatten etwa 9,8 Millionen Nintendo-Switch-Nutzer ein Abonnement bei dem Service. Im Juli 2019 erreichte der Service 10 Millionen Nutzer und über 15 Millionen im Januar 2020. Im September 2020 waren es über 26 Millionen Nutzer. Stand September 2021 sind es über 32 Millionen Mitglieder. 2022 hatte der Service über 36 Millionen Mitglieder. Im September 2024 waren es 34 Millionen Nutzer.

## Funktionen
Features für Mitglieder des Online-Services sind:
- Freischalten von Online-Mehrspielermodi in Spielen, die diese unterstützen[1]
- Voice-Chat über die Nintendo Switch App für Android und iOS[1][16]
- drei kostenlos im Nintendo eShop herunterladbare Anwendungen mit jeweils einer Bibliothek aus klassischen NES, SNES und Game-Boy-Spielen, die monatlich erweitert wird (siehe Liste der Nintendo-Switch-Online-Spiele)[1]
- eine Cloud-Speicheroption zum Speichern seiner Spieldaten (vereinzelte Spiele werden nicht unterstützt)[1]
- exklusive Angebote, beispielsweise die exklusiv für Mitglieder separat erhältlichen NES-Controller[1]

Funktionen wie der Nintendo eShop, Software-Updates, die Share-Funktion, die Freundesliste, das Einsehen von Highscores auf Online-Ranglisten, bestimmte Spielmodi in Spielen sowie einige Free-to-Play-Spiele sind auch ohne eine Mitgliedschaft bei Nintendo Switch Online nutzbar.

## Erweiterungspaket
Das Nintendo-Switch-Online-Erweiterungspaket bietet Zugriff auf weitere Inhalte, darunter:
- Zugriff auf Game-Boy-Advance-, Nintendo-64-, Sega-Mega-Drive und Nintendo-GameCube-Spiele (Nintendo GameCube|Nintendo-GameCube-Spiele sind nur für Nintendo Switch 2 Erhältlich)
- Zugriff auf den Mario-Kart-8-Deluxe-Booster-Streckenpass
- Zugriff auf die Animal Crossing: New Horizons-Erweiterung „Happy Home Paradise“
- Zugriff auf die Splatoon-2-Erweiterung „Octo Expansion“

## Kritik
Die zum Nintendo-Switch-Online-Service zugehörige Voice App wurde von der Presse kritisiert, da diese nur mit wenigen Spielen kompatibel ist. Außerdem sei es unnötigerweise kompliziert, dass Spieler dazu gezwungen sind, ihr Smartphone während des Spielens immer in ihrer Nähe liegen und angeschaltet zu haben.
Es wird kritisiert, dass Abonnenten von Nintendo Switch Online im Gegensatz zu den kostenpflichtigen Onlinediensten von PlayStation und Xbox PlayStation Plus und Xbox Live nicht auf Spiele der aktuellen Konsolengeneration, sondern lediglich auf NES, SNES und Game-Boy-Spiele Zugriff erhalten.
Die NES-Controller seien für das, was sie bieten, zu teuer.